# Joseph-Alphonse Ouimet
Pour les articles homonymes, voir Ouimet.
Joseph-Alphonse Ouimet (né le 12 juin 1908 à Montréal et mort le 20 décembre 1988  à Pointe-Claire) est un ingénieur et un administrateur québécois, reconnu comme « le père de la télévision canadienne », pour avoir contribué à la mise au point du premier téléviseur au Canada en 1932 et à l'implantation de la télédiffusion.

## Biographie
Le montréalais Alphonse Ouimet devient ingénieur, après ses études au collège Sainte-Marie (1920-1928), puis à l'Université McGill en génie électrique (1928-1932), puis travaille pour une société (Canadian Television Limited, CKAC) qui met au point un prototype canadien de récepteur de télévision en 1932. 
Dès 1934, il est recruté par la Commission canadienne de radio-diffusion, qui deviendra la Société Radio-Canada (SRC). À titre d'ingénieur principal, à partir de 1948, il est responsable de la création de la télédiffusion au Canada, qui est lancée officiellement le 6 septembre 1952. Il est nommé directeur général de la SRC en 1953, puis il en devient président en 1958. Sous sa gouverne, le service de télévision nationale s'implante dans les deux langues officielles d'un bout à l'autre du pays. 
Il démissionne en 1967 de la Société Radio-Canada, pour ensuite assumer (de 1969 à 1980) la présidence du conseil d'administration de Télésat Canada, une société mixte, fondée en 1969, pour concevoir et lancer des satellites géostationnaires (Anik) de communications intérieures, à usage commercial, couvrant tout le Canada.

## Distinctions
- 1947 : doctorat honorifique de l'Université de Montréal
- 1958 : prix Urgel-Archambault de l'ACFAS
- 1958 : médaille Julian C. Smith
- 1967 : Doctorat honorifique de l'Université de Sherbrooke[1]
- 1968 :  Compagnon de l'Ordre du Canada
- 1968 : médaille Sir John Kennedy
- 1972 : médaille McNaughton
- 1975 : médaille d'or du Conseil canadien des ingénieurs
- 1978 : membre de l'Académie des Grands Montréalais
- 1986 : membre de l'ordre des francophones d'Amérique

Il a été membre à vie de l'ordre des ingénieurs du Québec et membre émérite de l'Institut des ingénieurs du Canada
Il a été intronisé dans le Temple de la renommée des sciences et génie du Canada
Il a reçu des doctorats honorifiques des universités suivantes : Montréal (1947), Acadia (1962), Saskatchewan (1962), McGill (1963), Ottawa (1967), Sherbrooke (1967), du Collège militaire royal du Canada (1974) et Laval (1978)